# Gare de Brioude
Gare de Brioude – stacja kolejowa w Brioude, w departamencie Górna Loara, w regionie Owernia-Rodan-Alpy, we Francji.
Jest stacją Société nationale des chemins de fer français (SNCF), obsługiwaną przez pociągi Intercités i TER Auvergne.

## Położenie
Znajduje się na wysokości 436 m n.p.m., na km 489,099 linii Saint-Germain-des-Fossés – Nîmes, pomiędzy przystankami Arvant i Paulhaguet.